# Dryopsophus manya
Espèce
Synonymes
- Cyclorana manya Van Beurden & McDonald, 1980
- Litoria manya (Van Beurden & McDonald, 1980)

Statut de conservation UICN

 LC  : Préoccupation mineure
Dryopsophus manya est une espèce d'amphibiens de la famille des Pelodryadidae.

## Répartition
Cette espèce est endémique du Queensland en Australie. Elle se rencontre dans la partie centrale de la péninsule du cap York.
Sa zone de répartition est d'environ 48 000 km2.

## Description
Le mâle holotype mesure 29,9 mm et la femelle 27,5 mm.
Les mâles mesurent de 27 à 30 mm et les femelles de 27 à 28 mm.

## Publication originale
- Van Beurden & McDonald, 1980 : A new species of Cyclorana (Anura: Hylidae) from northern Queensland. Transactions of the Royal Society of South Australia, vol. 104, p. 193-196 (texte intégral).